# Дубенський
Ду́бенський (рос. Дубенский) — селище у складі Біляєвського району Оренбурзької області, Росія.

## Населення
Населення — 430 осіб (2010; 490 у 2002).
Національний склад (станом на 2002 рік):
- росіяни — 78 %